# Pernay
Pernay é uma comuna francesa na região administrativa do Centro, no departamento Indre-et-Loire. Estende-se por uma área de 17,82 km². Em 2010 a comuna tinha 1 378 habitantes (densidade: 77,3 hab./km²).